# IHH
De Internationale Humanitaire Hulporganisatie (Turks: İnsan Hak ve Hürriyetleri İnsani Yardım Vakfı, İHH) is een Turkse niet-gouvernementele organisatie die internationaal opereert. Niet te verwarren met de Duitse vereniging Internationale Humanitäre Hilfsorganisation e.V. of de in Nederland gevestigde Internationale Humanitaire Hulporganisatie.
De IHH werd in 1992 in Turkije opgericht als reactie op de oorlog in Bosnië. Na deze oorlog breidde de IHH haar activiteiten uit. De IHH werd internationaal bekend door haar aandeel in de organisatie van het scheepskonvooi naar Gaza, dat op 31 mei 2010 door de Israëlische marine werd opgebracht.
De IHH is internationaal georganiseerd en heeft afdelingen in België, Denemarken, Duitsland, Nederland en Oostenrijk.
De IHH geldt bij de inlichtingendiensten als een islamistische organisatie met banden met Hamas, Al Qaida en de Taliban. De Britse krant The Daily Telegraph beschreef de IHH als een radicale islamistische groepering vermomd als humanitaire organisatie. In 1997 werden door de Turkse autoriteiten bij een inval bij de IHH wapens, explosieven en handleidingen voor het maken van bommen aangetroffen. Volgens de autoriteiten waren de aangehouden leden gerekruteerd om ingezet te worden bij de oorlogen in Afghanistan, Bosnië en Tsjetsjenië. De Franse inlichtingendienst concludeerde dat halverwege de jaren negentig verbindingen bestonden met Al Qaida en gaf aan dat de voorzitter van de organisatie rekruteerde voor de Jihad. De Duitse tak van de IHH werd in 2010 verboden.
Met betrekking tot de Palestijnse gebieden steunt de IHH Hamas financieel en bericht het alleen over de situatie in de door Hamas gecontroleerde Gazastrook.